# سرکلوکی
سرکلوکی، روستایی در دهستان کشتگان بخش بم‌پشت شهرستان سراوان در استان سیستان و بلوچستان ایران است.

## جمعیت
بر پایه سرشماری عمومی نفوس و مسکن در سال ۱۳۹۵، جمعیت این روستا برابر با ۶۲۰ نفر (۱۷۳ خانوار) بوده‌است.